# Juan Martín Berberián
Pour les articles homonymes, voir Berberian.
Juan Martín Berberián, né le 25 avril 1977 à Mar del Plata (Argentine), est un joueur de rugby à XV et à sept argentin qui évolue au poste d'ailier (1,90 m pour 100 kg).
Il arrive en France en décembre 2005 en tant que joker médical, à la suite des blessures à Perpignan de Julien Laharrague et Diego Giannantonio.

## Carrière
- Jusqu'en 12/2005 : San Isidro  Argentine
- 12/2005-2006 : USA Perpignan  France
- 2006-2007 : Aviron bayonnais  France
- 2007 : VRAC Valladolid  Espagne
- 2007-2010 : Blagnac SCR  France
- Depuis 2010 : FCTT France
- Dieu du Stade, et ami de Guazzini

## Palmarès
- Équipe d'Argentine : 2 sélections en 2005[1]
- Équipe d'Argentine A : 1 sélection en 2005 (Angleterre A) en Churchill Cup
- Équipe d'Argentine de rugby à sept